# عملية ستروما

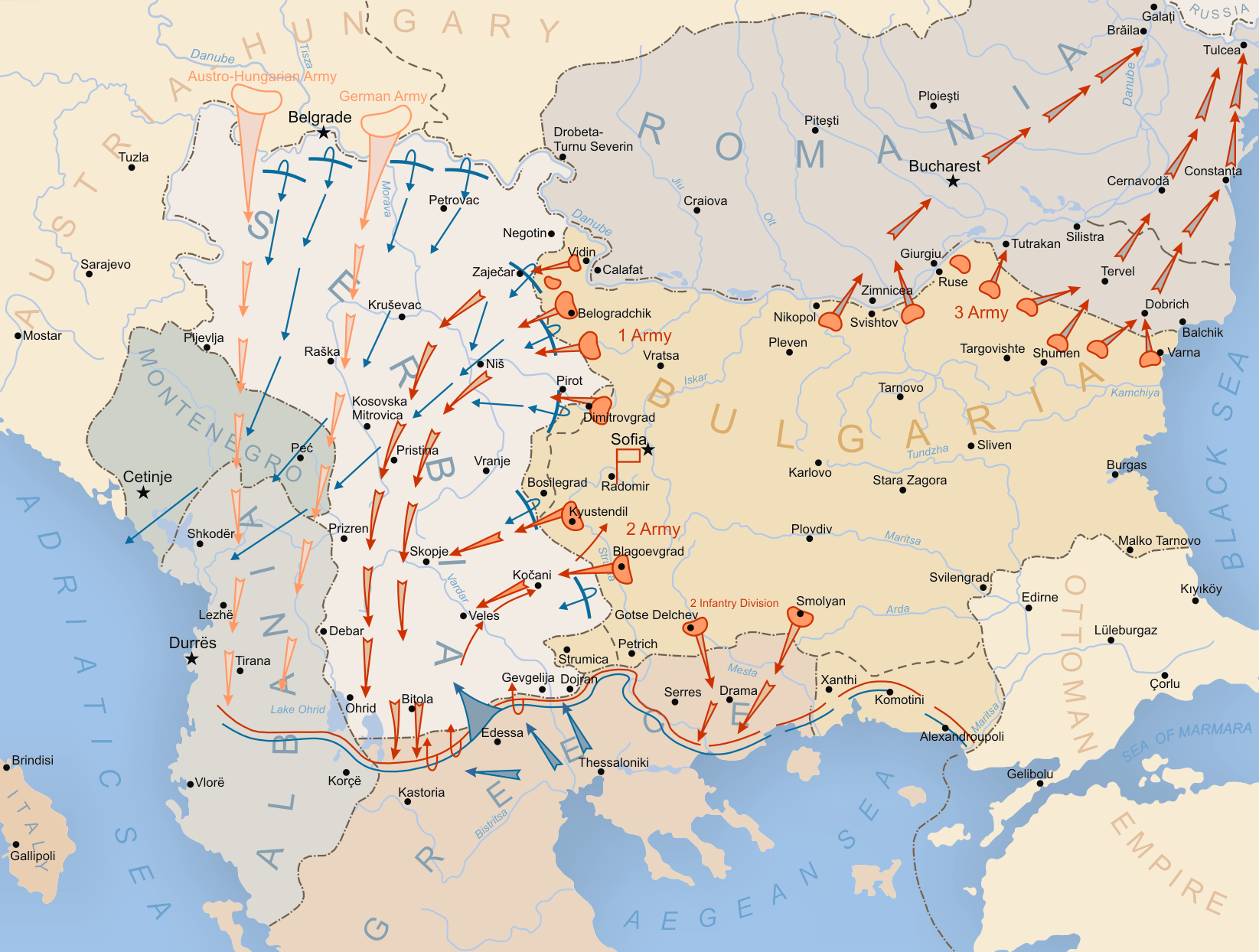
عملية ستروما (إلى الجنوب)

كانت عملية ستروما احتلالًا لجزء من شمال شرق البر الرئيسي اليوناني من قبل الجيش البلغاري خلال الحرب العالمية الأولى بين 17 و23 أغسطس 1916. وقد سميت على اسم نهر ستروما (ستريموناس).

## خلفية
في أغسطس 1916، اختارت رومانيا الانضمام إلى المجهود الحربي إلى جانب الحلفاء. خطط الحلفاء لهجوم واسع النطاق على الجبهة المقدونية في منتصف أغسطس لدعم دخول رومانيا الحرب وحصار أكبر عدد ممكن من القوات البلغارية. اشتبهت القيادة البلغارية العليا في هجوم وشيك، وقد أكد القتال حول دويران الذي اندلع في 9 أغسطس هذه الشكوك. من جانبهم، حثّ البلغار على شن هجوم على مقدونيا منذ بداية العام، ويخططون الآن لشن هجوم بالجيشين الأول والثاني على جانبي الحلفاء.
وعلى الجانب الغربي، أسفر هجوم تشيغان عن الاستيلاء على فلورينا، لكن الجيش الأول فشل في الاستيلاء على تشيغان (أجيوس أثناسيوس اليوم).
كانت الخطة على الجناح الشرقي هي الاستيلاء على خط سكة حديد دراما-كوموتيني، وقد أُسند هذا الهدف إلى الجيش البلغاري الثاني والفرقة الإيجيّة العاشرة. اعتمد الجنرال تودوروف في هذه العملية على 58 كتيبة، و116 مدفعًا رشاشًا، و57 بطارية مدفعية، وخمسة أسراب من سلاح الفرسان في جيشه، بالإضافة إلى 25 كتيبة، و24 مدفعًا رشاشًا، و31 بطارية، وخمسة أسراب في الفرقة العاشرة.

## الاحتلال وعواقبه
بدأ هجوم ستروما في 18 أغسطس بتقدم فوج ريلا السابع، والفرقة المقدونية الحادية عشرة، ولواء المشاة الثالث/الثاني، والفرقة العاشرة على جبهة بطول 230 كيلومترًا. وعلى مدار ستة أيام، حققت القوات البلغارية جميع أهدافها في مواجهة مقاومة يونانية وفرنسية ضعيفة: فبعد الإطاحة برئيس الوزراء الموالي للوفاق، إلفثيريوس فينيزيلوس، سرّحت الحكومة الملكية اليونانية في أثينا قواتها واتبعت نهج الحياد مهما كلف الأمر، حتى أنها أمرت القوات اليونانية المحلية بعدم مقاومة الغزو البلغاري.
بلغ عمق الزحف 80-90 كيلومترًا، وتم احتلال مساحة 4000 كيلومتر مربع. والأهم من ذلك، تقلصت الجبهة المقدونية بمقدار 100-120 كيلومترًا. إضافةً إلى ذلك، تم حل الفيلق اليوناني الرابع المُسرّح، بقيادة العقيد يوانيس هاتزوبولوس، والذي كان قوامه 464 ضابطًا و6373 جنديًا، والذي كان متمركزًا في المنطقة ولم تسمح له الحكومة اليونانية بالمقاومة، واحتجز الألمان قواته وأسلحته في غورليتس لبقية الحرب. لم يذعن الجنرال نيكولاوس كريستودولو للحكومة، وانضم مع رجاله إلى حركة الدفاع الوطني التي اندلعت في سالونيك.
استولى البلغار على مدن كافالا ودراما وسيرس.

## العواقب
أدى رفض الحكومة اليونانية الدفاع عن هذه الأراضي التي اكتسبتها بعد قتال عنيف في حرب البلقان الثانية عام 1913، إلى انقلاب نفذه ضباط موالون لفينيزيل وتشكيل ما يسمى "الحكومة المؤقتة للدفاع الوطني". انضمت اليونان إلى الحرب عام 1917 واستعادت في نهاية المطاف جميع الأراضي المحتلة عام 1918، في نهاية الحرب.